# جيوسيبي دي ماسي
جيوسيبي دي ماسي (بالإيطالية: Giuseppe Di Masi)‏ (16 يوليو 1981 بفودجا في إيطاليا - ) هو لاعب كرة قدم إيطالي في مركز حراسة المرمى. لعب مع نادي أفيلينو ونادي باليرمو ونادي بيزا ونادي روما ونادي ريجيانا 1919 ونادي فوجيا وASD Città di Acireale 1946 ‏ وASD Nuova Igea Virtus ‏ وASD Barletta 1922 ‏ ومارسالا كالتشيو وASD Sangiovannese 1927 ‏.

## وصلات خارجية
- جيوسيبي دي ماسي على موقع قاعدة بيانات كرة القدم.إي يو (الإنجليزية)